# صداها (فیلم ۲۰۱۴)
صداها یک فیلم آمریکایی-آلمانی در ژانر کمدی، جنایی و دلهره‌آور و محصول ۲۰۱۴ میلادی سال است.کارگردان این فیلم مرجان ساتراپی است.این فیلم در نخستین اکران جهانی اش در جشنواره فیلم ساندنس سال ۲۰۱۴ به روی پرده رفت.

## موضوع فیلم
جری (رایان رینولدز) یک مرد سرحال است که نسبت به دنیا دید خوبی دارد اما از لحاظ روحی بیمار است و همیشه از داروهای ضد روان‌پریشی اجتناب می‌کند.او دچار توهم شده که گربه اش از او می‌خواهد که یک قاتل سریالی شود در حالی که سگش در طرف مقابل گربه است و استدلال می‌کند که جری آدم خوبیست.وقتی که جری برخلاف میلش شروع به استفاده از داروهایش می‌کند...